# Louise Dolan
Louise Ann Dolan (* 5. April 1950 in Wilmington, Delaware) ist eine US-amerikanische theoretische Physikerin, die sich mit Stringtheorie und Elementarteilchenphysik befasst.
Dolan studierte am Wellesley College mit dem Bachelor-Abschluss 1971, studierte 1971 als Fulbright-Stipendiatin an der Universität Heidelberg und wurde 1976 am Massachusetts Institute of Technology in theoretischer Physik bei Francis Low promoviert (Symmetry breakdown and coherent phenomena). Als Post-Doktorandin war sie bis 1979 Junior Fellow an der Harvard University, Gastwissenschaftlerin an der Princeton University und an der École normale supérieure (1977). Ab 1979 war sie Assistant Professor und später Associate Professor an der Rockefeller University. Seit 1990 ist sie Professorin für Physik an der University of North Carolina at Chapel Hill.
Sie befasst sich mit Quantenfeldtheorie (u. a. Phasenübergänge und Symmetriebruch bei endlicher Temperatur), Quantengravitation und Stringtheorie, aber auch mit statistischer Mechanik (Spinsysteme, Kramers-Wannier-Dualität). Eine Arbeit von ihr mit Roman Jackiw von 1974 war wichtig für das Studium von Phasenübergängen im frühen Universum. Sie war eine Pionierin in der Anwendung von affinen Kac-Moody-Algebren und anderen hochsymmetrischer algebraischen Strukturen (wie der Monstergruppe) in der Teilchenphysik.
Eine Arbeit von ihr, Goddard und Bluhm von 1987 führte damals zu einem Neuerwachen des Interesses an Typ II Superstringtheorien (Modell-Bauer bevorzugten bis dahin Heterotische Strings), indem sie zeigten, dass entgegen der allgemeinen Erwartung doch eine Möglichkeit besteht, nach Kompaktifizierung Symmetriegruppen für das Teilchenspektrum zu erhalten, die das Standardmodell umfassen.
1987 erhielt sie den Maria Goeppert-Mayer Award. 1988 war sie Guggenheim Fellow. Sie ist Fellow der American Physical Society.

## Schriften
- Kac-Moody Algebra is Hidden Symmetry of Chiral Models, Phys. Rev. Lett., Band 47, 1981, S. 1371 (frühe Verwendung von Kac-Moody-Algebren in der Teilchenphysik)
- Kac-Moody-Algebras and exact solvability in hadronic physics, Physics Reports, Band 109, 1984, S. 1–94
- mit R. Bluhm, Peter Goddard: A new method for incorporating symmetry into superstring theory, Nuclear Physics B, Band 289, 1987, S. 364
- mit Goddard, Montague: Conformal field theory and twisted vertex operators, Nuclear Physics B, Band 338, 1990, S. 529–601
- mit Goddard, P. Montague: Conformal Field Theory, Triality, and the Monster Group, Phys. Lett. B, Band 236, 1990, S. 165
- Gauge Symmetry in Background Charge Conformal Field Theory, Nuclear Physics B, Band 489, 1997, S. 245
- The Beacon of Kac-Moody-Symmetry for Physics, Notices AMS, Dezember 1995